# Euphorbia desmondii
Euphorbia desmondii là một loài thực vật có hoa trong họ Đại kích. Loài này được Keay & Milne-Redh. mô tả khoa học đầu tiên năm 1955.